# Schizobasis cuscutoides
Schizobasis cuscutoides là một loài thực vật có hoa trong họ Măng tây. Loài này được (Burch. ex Baker) Benth. & Hook.f. miêu tả khoa học đầu tiên năm 1883.